# 웨스트섬

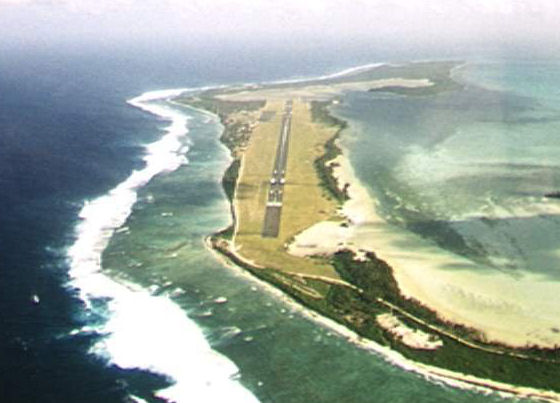

웨스트섬(영어: West Island) 또는 서섬(西-), 서도(西岛)는 인도양에 위치한 오스트레일리아령 코코스 제도의 중심지이다. 섬의 주민은 오스트레일리아로부터 이주한 백인이 많다. 코코스 제도안에서는 제일 큰 섬이지만 갸름하고 조그만 섬이다.
코코스 제도 공항 등의 근대적인 공공기관이 많이 위치해 있다. 본래 코코야자가 무성할 정도의 무인도였지만, 전쟁 동안에 비행장 건설이 시작되고 나서부터는 사람이 사는 유인도가 되었다.

## 같이 보기
- 홈섬
- 호스버그섬
- 노스킬링섬